# Chandrayaan-1

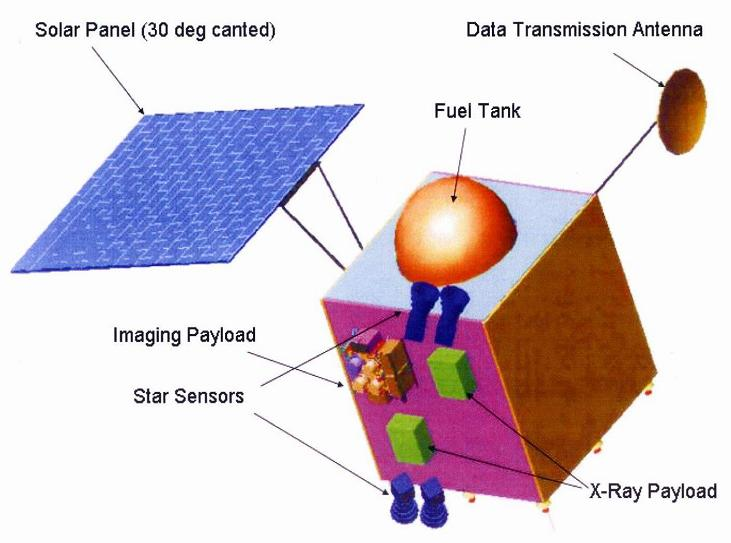
Diagram

Chandrayaan-1 (Sanskriet: चंद्रयान-1) was een onbemande ruimtemissie naar de Maan van de Indian Space Research Organisation (ISRO), het ruimtevaartagentschap van India. "Chandra-yaan" betekent ruw vertaald uit het Sanskriet en Hindi "maan-voertuig".
De ruimtesonde werd gelanceerd op 22 oktober 2008 met een aangepaste versie van de Polar Satellite Launch Vehicle vanaf Satish Dhawan Space Centre in Andhra Pradesh. Op 8 november 2008 werd de satelliet in een baan om de Maan gebracht en op 14 november landde de Moon Impact Probe op de zuidpool van de Maan.
Chandrayaan-1 heeft gefunctioneerd tot 26 augustus 2009. 
22 juli 2019 is de opvolger Chandrayaan-2 gelanceerd.